# Franciszek Dworok
Franciszek Dworok (ur. 1893 w Wirku, zm. 27 listopada 1941 w Mauthausen) – dowódca w powstaniach śląskich, oficer Wojska Polskiego.

## Życiorys
Urodził się w Wirku w rodzinie robotniczej. W latach 1898 – 1913 pracował jak hutnik w Friedenshütte. Lata 1913–1918 spędził na służbie w niemieckiej marynarce wojennej, z której zdezerterował. Po powrocie do rodzinnej miejscowości organizował Radę Żołnierską i Radę Robotniczą w Nowym Bytomiu. Od lutego 1919 członek Polskiej Organizacji Wojskowej Górnego Śląska – tworzył jej placówki w Wirku i Nowym Bytomiu.
W I powstaniu śląskim walczył w rejonie Świętochłowic, natomiast w II powstaniu już jako dowódca rejonu Nowy Bytom-Chebzie-Godula-Chropaczów-Lipiny-Świętochłowice. Podczas III powstania dowódca baonu Dworok w rejonie Bierawa-Kędzierzyn-Koźle Port.
Po zakończeniu powstań śląskich służył w randze podporucznika w 23 Pułku Artylerii Lekkiej. W latach 1923–1939 komendant hutniczej straży pożarnej w Hucie Pokój.
W dniach 1-2 września 1939 organizator Ochotniczych Oddziałów Powstańczych w rejonie Nowego Bytomia. 3 września 1939 wzięty do niewoli i odstawiony do obozu jenieckiego, a stamtąd do obozu Dachau. Zginął w 1941 roku w obozie Mauthausen-Gusen.
Odznaczony m.in. Krzyżem na Śląskiej Wstędze Waleczności i Zasługi, Gwiazdą Górnośląską i Złotym Krzyżem Zasługi